# Philippe Jaroussky
Philippe Jaroussky (Maisons-Laffitte, Yvelines, 13 de febrer de 1978) és un contratenor francès.

## Trajectòria
Va estudiar violí, piano, harmonia i contrapunt al conservatori de Versalles. Jaroussky es va sentir atret pel cant gràcies al contratenor de Martinica Fabrice di Falco. El 1996, va començar estudis de cant amb Nicole Fallien, que continua sent la seva professora. També ha estudiat, al Departament de Música Antiga del Conservatori de París, amb Michel Laplenie, Kenneth Weiss i Sophie Boulin. Es va diplomar com a violinista de la Facultat de Música Antiga del Conservatori de París.
Va actuar per primera vegada el 1999 al Festival de Royaumont. Aquell mateix any, va intervenir a l'oratori de Scarlatti Sedecia als festivals de Royaumont i Ambronay amb Il Seminario Musicale i Gérard Lesne (CD a Virgin Classics). Amb la Grande Écurie et la Chambre du Roy, dirigida per Jean-Claude Malgoire, va participar en la trilogia de Monteverdi (Orfeo, Il Ritorno di Ulisse i L'Incoronazione di Poppea) i el 2001 va cantar el paper d'Arbace a Catone in Utica d'Antonio Vivaldi, així com el Nisi Dominus del compositor venecià i el Stabat Mater de Giovanni Battista Pergolesi. El 2003, va aparèixer com a Nero al Théâtre des Champs Elysées a Agrippina de Georg Frideric Handel.
Philippe Jaroussky col·labora freqüentment amb Jean Tubéry i el conjunt La Fenice per als quals ha gravat La Morte Delusa de Giovanni Battista Bassani i un Concert chez Mazarin (Virgin Classics). Per al conjunt Matheus, dirigit per Jean-Christophe Spinosi, ha gravat La verità in cimento (Opus 111) així com el paper de Ruggiero a l'Orlando Furioso en una actuació al Théâtre des Champs Elysées per al segell Naïve. Amb Gabriel Garrido i l'Ensemble Elyma ha gravat la L'incoronazione di Poppea i la Selva morale i spirituale de Monteverdi.
Es caracteritza per una tècnica virtuosista de melisma per animar i obligar a la interpretació de cantates barroques i l'òpera. Això ha contribuït a la reactivació d'un inusual repertori. Canta bé amb violins de Vivaldi (i conjunts). El 2007 i el 2010 va ser reconegut amb el premi al millor artista líric francès de l'any.
Actualment, la presentació d'una sèrie de recitals amb el seu propi conjunt, Artaserse, ha interpretat Telèmac en Ulisse amb René Jacobs a la Staatsoper de Berlín i a Eustazio de Rinaldo a la Vlaamse Opera dirigit per Andreas Spering.
Ha rebut l'aclamació de crítics, guanyant el Diapason Découverte, Recommande de Repertorio, Timbre de Platine d'Ópera Internacional, Prix de l'Academie Charles Cros, el Gran Premi del Sindicat de la crítica, etc. El seu primer disc, com a exclusiva per Virgin Classics, es compon de cantates per a contralt i conjunt d'Antonio Vivaldi.
Segons La Terrasse, «aquest jove cantant, amb el to d'un àngel i el virtuosisme del diable maleït, ha entrat al centre d'atenció en només uns pocs anys com el nou gran talent vocal francès».

## La seva veu
La seva destacada veu presenta certes dificultats per ésser classificada. Encara que ell mateix es denomina contratenor, la seva veu barreja la bravesa d'un home i la dolçor i delicadesa d'una dona. Molta gent el considera un sopranista (Sedecia, de Scarlatti) i, no obstant això, la seva tessitura s'apropa més a la veu d'una mezzosoprano. Ha mostrat alguna vegada dificultat en els greus i, malgrat tot, els seus aguts són un autèntic «festival de colors i varietats». Podria considerar-se una bona referència del que van ser les veus dels castrati.

## Discografia
- Alessandro Scarlatti: Sedecia, Re di Gerusalemme. Lesne, Pochon, Harvey, Padmore. Il Seminari Musicale, Gérard Lesne. Virgin Veritas (rec. novembre 1999, École Sainte-Geneviève, Versailles, France)
- Claudio Monteverdi: L'incoronazione di Poppea. Laurens, Oliver, Schofrin, Or. Ensemble Elyma, Gabriel Garrido. K617 (rec. Juill/août 2000, Chiesa San Martino, Estarrufi, Italy)
- Pierre Menault: Vêpres pour le Père la Chaize. Greuillet, Janssens, Lombard, van Dyck. Ensemble La Fenice, Jean Tubéry. K617 (rec. April 2001, chiesa Saint-Lazare, Avallon, France)
- Giovanni Battista Bassani: La morte delusa. Galli, del Monaco, Piolino, Sarragosse. Ensemble La Fenice, Jean Tubéry. Opus 111 (rec. août 2001, Delft, Nederland)
- Antonio Vivaldi: Catone in Utica. Edwards, Laszczkowski, Cangemi, Faraon. La Gran Écurie, Jean-Claude Malgoire. Dynamic (rec. Novembre 2001, Théâtre Municipal, Tourcoing, France)
- Antonio Vivaldi: La Verità in cimento. Rolfe-Johnson, Stutzmann, Laurens, Mingardo. Ensemble Matheus, Jean-Christophe Spinosi. Naïve - Opus 111 (rec. Septembre 2002, Église de Daoulas, Bretagne, France)
- Benedetto Ferrari: Musiche varie. Ensemble Artaserse. Ambroisie (rec. Octobre/Décembre 2002, Chapelle Jésus-Enfant - Paroisse Ste. Clothilde, Parigi, France)
- Georg Friedrich Haendel: Agrippina. Gens, Perruche, Smith, Grégoire, di Falco. La Gran Écurie, Jean-Claude Malgoire. Dynamic (rec. Mars 2003, Théâtre Municipal, Tourcoing, France)
- Un concert pour Mazarin. Ensemble La Fenice, Jean Tubéry. Virgin Classics, 2004 (rec. Juin 2003, Abbaye de Saint-Michel, Thiérache, France)
- Claudio Monteverdi: Selva morale i spirituale. Spiritualità i litúrgia/I salmi vespertini/Vespro dei Martiri/L'eloquenza divina. Ensemble Elyma, Gabriel Garrido. Ambronay Édition (rec. 2003/2004, Festival de Ambronay, France)
- Antonio Vivaldi: Orlando furiós. Larmore, Lemieux, Cangemi. Ensemble Matheus, Jean-Christophe Spinosi. Naïve - Opus 111 (rec. Juin 2004, Église de Daoulas, Bretagne, France)
- Claudio Monteverdi: L'Orfeu. van Rensburg, Gerstenhaber, Thébault, Gerstenhaber, Gillot, Kaïque. La Gran Écurie, Jean-Claude Malgoire. Dynamic (rec. Octobre 2004, Théâtre Municipal, Tourcoing, France)
- Antonio Vivaldi: Virtuós cantates. Ensemble Artaserse. Virgin Veritas (rec. Octobre 2004, Chapelle des sœurs auxiliaires, Versailles, France)
- Antonio Vivaldi: Griselda. Lemieux, Cangemi, Kermes, Ferrari, Davies. Ensemble Matheus, Jean-Christophe Spinosi. Naïve - Opus 111 (rec. Novembre 2005, Surt-li Surcouf, Foyer du Marin, Brest, France)
- Beata Vergine, Motets à la Vierge entre Rome et Venise, Ensemble Artaserse. Virgin Classics (rec. Décembre 2005, Église Notre-Dame du Liban, Parigi, France)
- Vivaldi Heroes. Ensemble Matheus, Jean-Christophe Spinosi. Virgin Classics (rec. October 2006, Auditorium de l'École Nationale de Musique, Brest, France)
- Carestini, the story of a castrato. Li Concert d'Astrée, Emmanuelle Haïm. Virgin Classics, 2007
- Johann Sebastian Bach: Magnificat - Georg Friedrich Haendel: Dixit Dominus. Dessay, Deshayes, Spence, Naouri. Li Concert d'Astrée, Emmanuelle Haïm. Virgin Classics, 2007
- Antonio Vivaldi: Nisi Dominus/Stabat Mater. Jaroussky, Lemieux. Ensemble Matheus, Jean-Christophe Spinosi. Naïve (rec. Juille 2007, Surt-li Surcouf, Brest (France))
- Antonio Vivaldi: La Fida Nimfa. Jaroussky, Lemieux, Piau, Cangemi, Mingardo, Lehtipuu, Regazzo, Senn. Ensemble Matheus, Jean-Christophe Spinosi. Naïve (rec. Mai 2008, N.D. du Liban, París (France))
- Claudio Monteverdi: Teatre d'amore, L'Arpeggiata. Jaroussky, Rial, Auvity, van Elsacker, Fernandes. Virgin Classics (rec. Août 2007 à Vredenburg, Utrecht, et Janvier/Novembre 2007 et Janvier 2008 à la chapelle Notre-Dame de Bon-Secours, París).
- Lamenti. Li Concert d'Astrée, Emmanuelle Haïm. Villazon, Dessay, Jaroussky, Gens, Purves, DiDonat, Lehtipuu, Ciofi, Naouri, Lemieux. Virgin Classics, 2008.
- Georg Friedrich Haendel: Faramondo, Cencic, Jaroussky, Karthäuser, de Llis, Sim, Sabata. Virgin Classics, 2009 (rec. Radio Svizzera di lingua italiana, Lugano, Auditori Stelio Molo, 19-24 octubre 2008).
- Opium, mélodies françaises. Jaroussky, Ducros, Renaud Capuçon, Gautier Capuçon, Emmanuel Pahud. Virgin Classics, 2009 (rec. Chambre Syndicale Typographique Parísienne, surt-li Akustica, París, 7-13 juliol 2008).
- Johann Christian Bach: La Dolce Fiamma : Forgotten castrato àries, Jaroussky, li Cercle de l'Harmonie, Jérémie Rhorer. Virgin Classics, 2009.
- Via Crucis. Avec Christina Pluhar & L'Arpeggiata, Barbara Furtuna. Virgin Classics, 2010.
- Antonio Caldara: Caldara in Vienna, Jaroussky, Concerto Köln, Emmanuelle Haïm. Virgin Classics, 2010
- Gabriel Fauré: Requiem, Jaroussky, Matthias Goerne, Chœur et Orchestre de Paris, Paavo Järvi. Virgin Classics, 2011
- Duetti. Philippe Jaroussky, Max Emanuel Cencic, Els Arts Florissants, William Christie, Virgin Classics, 2011
- Els ocells perduts. ConChristina Pluhar & L'Arpeggiata. Virgin Classics, 2012
- Leonardo Vinci : Artaserse. Amb Max Emanuel Cenčić, Franco Fagioli, Daniel Behle, Valer Barna-Sabadus, Yuriy Mynenko, Concerto Köln & Diego Fasolis. 3CD Virgin Classics, 2012
- La Voix des rêves. 2CD, Virgin Classics, 2012
- Antonio Vivaldi: Pietà sacred works for alt, Jaroussky, Ensemble Artaserse, Philippe Jaroussky. Erato, 2014

### DVD
- Landi : Il Sant’Alessio. Avec Max Emanuel Cenčić, Alain Buet, Xavier Sabata, Els Arts Florissants & William Christie. Mise en scène de Benjamin Lazar. 2DVD Virgin Classics, 2008
- Claudio Monteverdi : L'Incoronazione di Poppea. Avec Max Emanuel Cenčić, Danielle de Niese, Anna Bonitatibus, Els Arts Florissants & William Christie. Mise en scène de Pier Luigi Pizzi, Teatre Reial de Madrid, 2010. 2DVD Virgin Classics, 2012
- La Voix des rêves. Versions DVD & Blu-ray, Virgin Classics, 2012